# Forssan Palloseura
Forssan Palloseura, kurz FPS (ehem. FoPS), ist ein finnischer Eishockeyverein aus Forssa, der seit 2020 in der Mestis spielt und im Jahr 1931 gegründet wurde. Ihre Heimspiele absolviert die Mannschaft in der Forssan Jäähalli.

## Geschichte

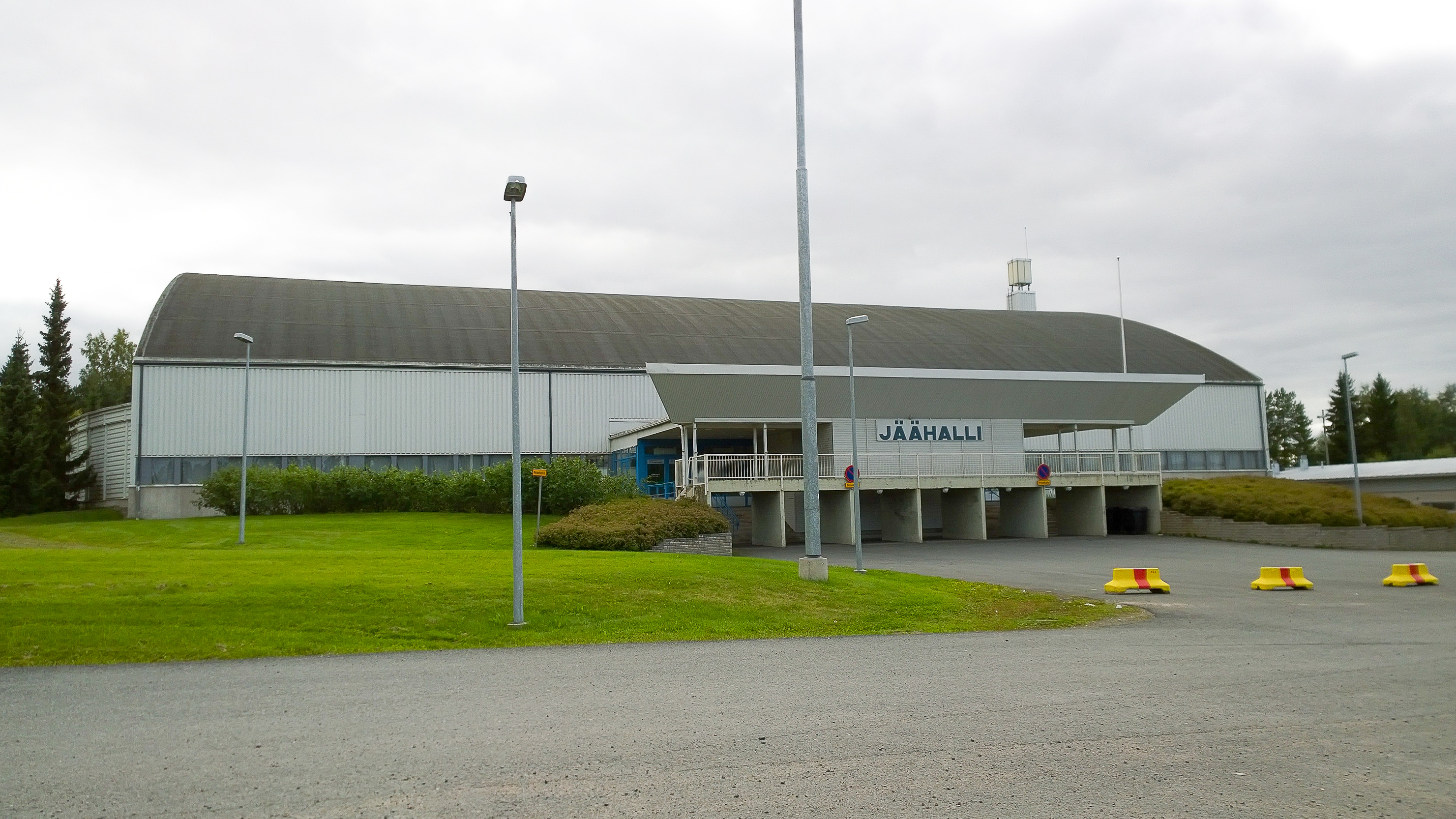
Forssan jäähalli

Ab 1960 spielte FoPS, wie der Verein damals abgekürzt wurde, in der zweitklassigen Maakuntasarja, die später in die Suomen sarja umgewandelt wurde. 1974 wurde aus der damals zweitklassigen Suomen sarja die I-divisioona, in deren erster Spielzeit FoPS den Aufstieg in die ebenfalls neu gegründete SM-sarja realisierte. In der Saison 1975/76 absolvierte der Verein seine bis dato einzige Spielzeit in der höchsten Spielklasse und beendete diese auf dem neunten Rang, was den sofortigen Abstieg in die zweite Liga bedeutete. Bis 2010 gehörte FPS durchgehend der I-divisioona an und belegte dabei stets Plätze im Mittelfeld oder im unteren Tabellendrittel. 2010 wurde mit der Mestis eine neue zweite Spielklasse eingeführt, der FPS bis 2007 angehörte und anschließend in die nunmehr dritte Spielklasse, die Suomi-sarja, abstieg.
2020 gelang der Wiederaufstieg in die Mestis.

## Bekannte ehemalige Spieler
- Mike Boland
- Niklas Bäckström
- Reg Krezanski
- Antti Laaksonen
- Antti Miettinen
- Jussi Rynnäs

## Trainer seit 2000
- 2000–2002  Pasi Arvonen
- 2002–2003  Pekka Laksola
- 2003–2004  Kai Rautio
- 2004  Pasi Vuorela
- 2004–2005  Timo Tuomi
- 2005–2006  Mikko Sokka
- 2006–2007  Karri Kivi
- 2007–2009  Timo Tuomi
- 2009–2010  Marko Hätönen
- 2010  Timo Tuomi
- 2010–2012  Juha Tynkkynen
- 2012–  Kalle Honkonen